# Nemčiňany
Nemčiňany este o comună slovacă, aflată în districtul Zlaté Moravce din regiunea Nitra. Localitatea se află la altitudinea de 192 m deasupra n.m., se întinde pe o suprafață de 15,68 km2 și în 2017 număra 691 de locuitori.

## Istoric
Localitatea Nemčiňany este atestată documentar din 1232.

## Demografie
| An:                | 1994 | 2004   | 2014   | 2024   |
| ------------------ | ---- | ------ | ------ | ------ |
| Număr de persoane: | 809  | 760    | 692    | 662    |
| Diferență:         |      | −6,05% | −8,94% | −4,33% |

| An:                | 2023 | 2024   |
| ------------------ | ---- | ------ |
| Număr de persoane: | 657  | 662    |
| Diferență:         |      | +0,76% |